# Григорково (Рыбинский район)
Григорково — деревня Николо-Кормской сельской администрации Покровского сельского поселения Рыбинского района Ярославской области .
Деревня расположена на левом берегу реки Корма, в её среднем течении, ниже её по тому же берегу в Корму впадает приток Крюковка, а за ним находится деревня Калинкино, а на другом берегу Кормы село Никольское. Мимо деревни проходит асфальтированная дорога на деревню Полуево, вблизи которой находится открытый испытательный стенд авиационных двигателей.
Численность постоянного населения на 1 января 2007 года – 19 человек .  По почтовым данным в деревне 25 домов.
Деревня Григоркова указана на плане Генерального межевания Рыбинского уезда 1792 года.
Транспортное сообщение деревни через рейсовые автобусы в соседнем селе Никольское, которые по автомобильной дороге Р104 на участке Углич-Рыбинск связывают деревню с Рыбинском, Мышкиным и Угличем. Администрация сельского поселения в поселке и центр врача общей практики находится в посёлке Искра Октября (по дороге в сторону Рыбинска). В селе Никольском  – центр сельской администрации,  почтовое отделение  , школа, клуб. Действующая церковь и кладбище в селе Николо-Корма.